# Telescopi de Maksútov

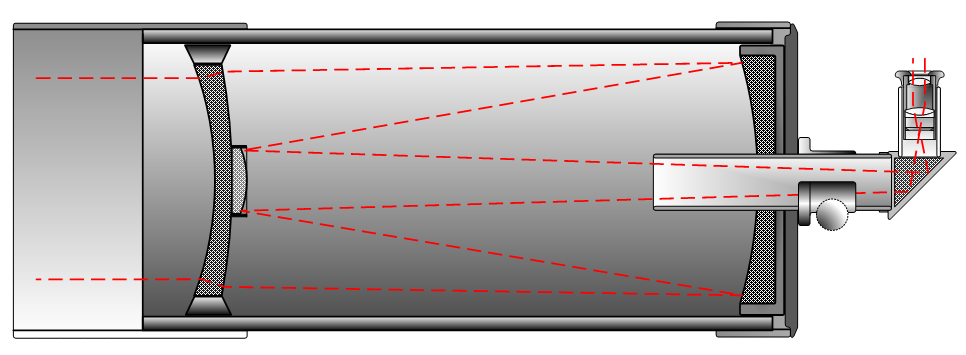
Diagrama del recorregut de la llum en un telescopi Maksutov-Cassegrain.

El  telescopi de Maksutov  és un tipus de telescopi catadiòptric o reflector que es caracteritza pel fet que fa servir una lent correctora còncava de menisc negatiu en la pupil d'entrada de l'aparell que corregeix els problemes d'aberració perifèrica presents en els telescopis reflectors. Va ser inventat per l'òptic soviètic Dimitri Dimitrievich Maksutov el 1941 com una variació del disseny de la càmera de Schmidt.

## Història
La idea d'emprar una lent de menisc per corregir l'aberració es remunta a 1814, amb dissenys com els del telescopi de W. F. Hamilton o el mirall de Mangin. Després de la invenció de la càmera de Schmidt diversos científics van intentar crear algun disseny que substituís la complicada lent correctora de Schmidt.
Segons el mateix Maksutov, la idea del nou disseny se li va ocórrer en plena Segona Guerra Mundial, mentre viatjava en un tren de refugiats que fugien de Leningrad davant l'avanç de les tropes alemanyes. Va idear la patent cap a mitjans de 1941 i l'octubre d'aquell mateix any va fabricar un prototip de configuració gregoriana.

## Disseny
El telescopi de Maksutov empra un mirall principal esfèric i reemplaça la lent correctora de Schmidt per un element esfèric, molt més senzill de fabricar. El corrector en aquest cas és un element fabricat d'un únic tipus de vidre amb un lleuger menisc negatiu. A causa de la simetria esfèrica de l'òptica, aquesta corregeix tant l'aberració esfèrica com l'aberració cromàtica.

### Variants i dissenys similars
El 1940, l'òptic holandès Albert Bouwers va presentar un disseny similar, conegut com a telescopi de menisc de Bouwers amb la diferència que la lent correctora era de tipus concèntric (una secció d'una esfera buida) que elimina l'aberració esfèrica però no té propietats acromàtiques per la qual cosa només és apropiat per a astronomia monocroma. Posteriorment aquest disseny es va millorar amb un doblet corrector. A causa del secret imposat per la guerra tots dos inventors no van conèixer els avenços mutus fins acabada la contesa. A causa del seu disseny comú amb una lent correctora de menisc esfèric a aquests telescopis se'ls anomena conjuntament  telescopis de menisc .
El  Maksutov-Cassegrain  és una configuració basada en el telescopi de Cassegrain en el qual el mirall secundari és esfèric, de manera que s'aprofita la curvatura interna de la lent correctora, estant el mirall format per una secció metalitzada al centre d'aquesta, el que redueix el nombre de peces i simplifica el disseny.

## Característiques
A causa de l'obertura focal d'aquest tipus de telescopis, proporcionen bona potència d'ampliació però amb un camp visual relativament estret, de manera que no són apropiats per a l'astrofotografia de camp ampli, tot i que són excel·lents per l'observació d'elements aïllats com planetes o estrelles dobles. Són molt populars entre els astrònoms aficionats, ja que des del seu invenció seu preu ha anat baixant gradualment i en l'actualitat, des de ser models molt cars i especialitzats, gràcies a models russos i més recentment xinesos, estan l'abast de la majoria de les butxaques.
La configuració d'aquests telescopis presenta un cos segellat per la lent correctora i una òptica molt estable, de manera que són molt usats en aplicacions militars i d'altres tipus on calgui una òptica telescòpica de qualitat, resistent i amb manteniment poc delicat.